# 鄭四端
鄭四端，河南省開封府陳留縣（今河南省開封縣）人，清朝政治人物、同進士出身。

## 生平
顺治九年（1652年），登壬辰科三甲316名進士，授山西平陽府解州夏縣知縣。